# Détroit de Barrow
Pour les articles homonymes, voir Barrow.
Le détroit de Barrow est un des détroits du passage du Nord-Ouest, entre ceux de Lancastre, à l'est et de Melville à l'ouest. 
Il fut découvert par Parry en 1819 et tient son nom de l'explorateur et historien John Barrow. 